# جون وارد (كاهن كاثوليكي)
جون وارد (بالإنجليزية: John J. Ward)‏ هو كاهن كاثوليكي أمريكي، ولد في 28 سبتمبر 1920 في لوس أنجلوس في الولايات المتحدة، وتوفي في 10 يناير 2011 في كولفر سيتي في الولايات المتحدة.